# Femminismo nel Regno Unito

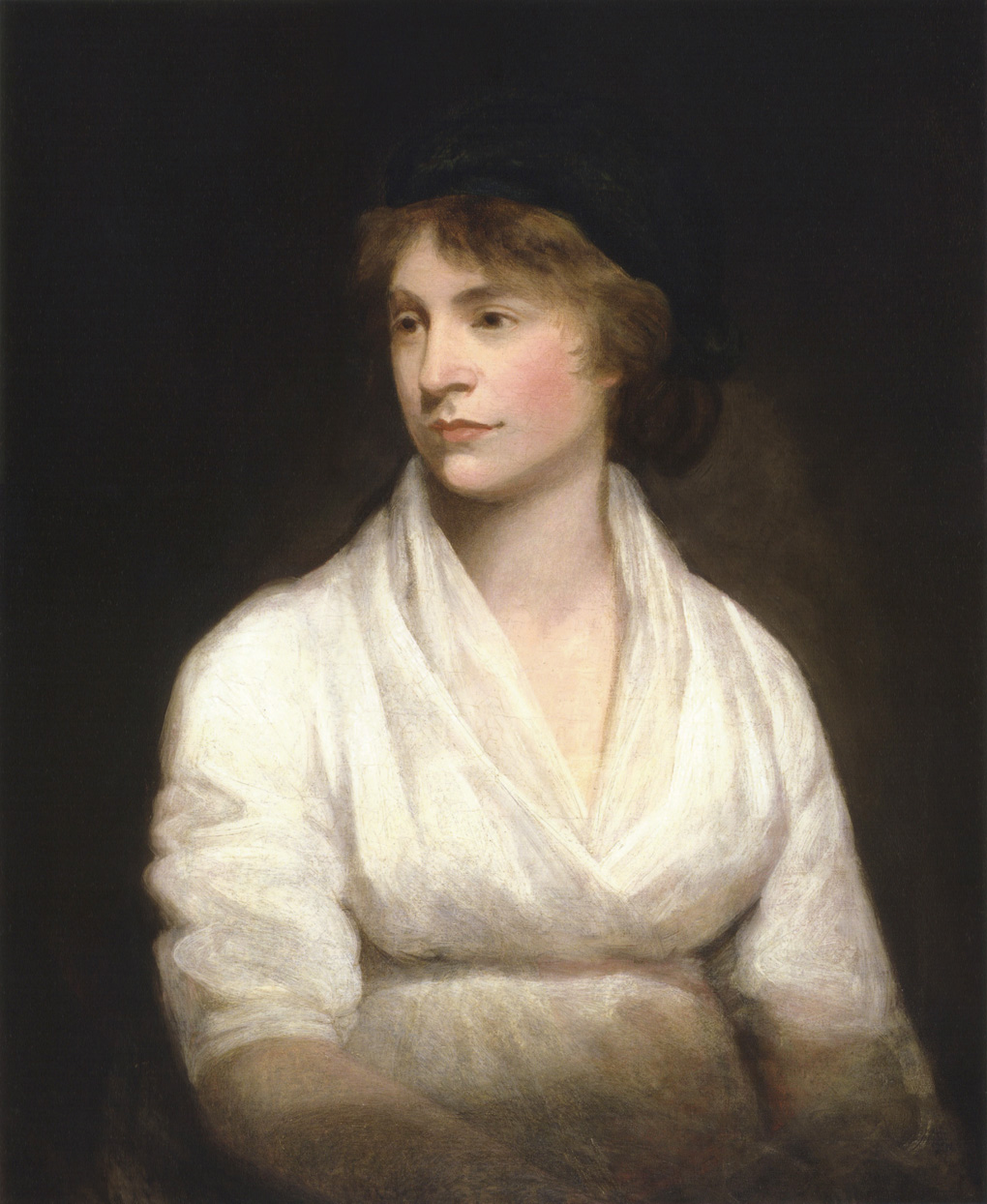
Ritratto di Mary Wollstonecraft nel 1797 circa, di John Opie.

Come accadde anche in altri paesi, il femminismo nel Regno Unito cerca di stabilire la parità politica, sociale ed economica per le donne. La storia del femminismo in Gran Bretagna risale agli albori del femminismo stesso, poiché molte tra le prime scrittrici ed attiviste femministe, come Mary Wollstonecraft (che scrisse una Rivendicazione dei diritti della donna nel 1792), Barbara Bodichon e Lydia Becker erano britanniche.

## XIX secolo

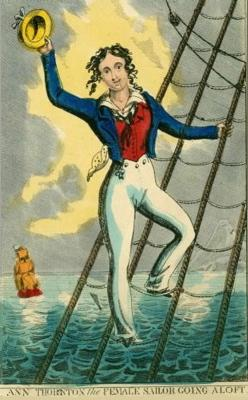
Anne Jane Thornton nel 1835 circa.

L'avvento dell'era riformista nel corso del XIX secolo significò che quelle minoranze invisibili, o maggioranza emarginate, trovarono un catalizzatore e un microcosmo in tali nuove tendenze di riforma. Robert Owen, mentre chiede una "riorganizzazione sociale", stava stabilendo la base di un nuovo background di riforme. Uno di quei movimenti che approfittarono di questo nuovo spirito era il movimento femminista.
Lo stereotipo della gentile signora di età vittoriana diventò presto inaccettabile e perfino intollerabile. Il primo movimento organizzato per il suffragio delle donne britanniche fu il "Langham Place Circle" nel 1850, guidato da Barbara Bodichon (née Leigh-Smith) e da Bessie Rayner Parkes. Fecero inoltre anche una campagna per migliorare i diritti delle donne nei campi del diritto, nell'occupazione, nell'istruzione pubblica e all'interno dell'istituto del matrimonio.
Le proprietà appartenenti alle donne e alle vedove furono autorizzate a votare in alcune elezioni locali, ma tutto ciò si concluse nel 1835. Il movimento del cartismo operava entro l'ambito delle richieste di suffragio universale per tutti gli uomini ed era suffragato da aiuti su larga scala, ma non contemplava il suffragio femminile.
Le donne di più alto livello avrebbero potuto esercitare una piccola influenza politica sullo sfondo dell'alta società; tuttavia, nei casi di divorzio, le donne ricche perdevano il controllo dei propri figli.

### Custodia dei figli
Prima del 1839 a seguito di un divorzio le donne ricche perdevano qualsiasi diritto sui figli, poiché quei bambini avrebbero continuato a vivere in unità familiare con il padre, in qualità di capofamiglia e che continuava ad essere responsabile per loro. La scrittrice Caroline Norton fu una donna divenuta famosa anche per la sua tragedia personale; dopo la separazione dal marito le venne di fatto negato l'accesso ai tre figli e questo la portò ad istituire un'intensa campagna che finì col portare al successo nella "Custody of Infants Act 1839" che introdusse la custodia dei minori congiunta.
La legge diede alle donne, per la prima volta, un qualche diritto sui loro figli, anche se con un certo grado di discrezionalità da parte del giudice nei casi di custodia; inoltre la legge stabilì per la prima volta una presunzione di custodia materna per i bambini al di sotto dei sette anni mantenendo la responsabilità del sostegno finanziario al padre.
Nel 1873, a seguito di ulteriori pressioni da parte di Norton, il parlamento estese la presunzione di custodia materna fino a quando il figlio non avesse raggiunto i sedici anni di età; la stessa proposizione legislativa si diffuse in molti stati del mondo a causa dell'impero britannico.

### Divorzio
Tradizionalmente le persone più povere usarono l'abbandono, quando non la pratica di vendere le proprie mogli sul mercato, al posto del divorzio. In Gran Bretagna prima del 1857 le mogli si trovavano sotto il controllo economico e legale dei loro mariti e il divorzio era quasi impossibile. Esso richiedeva un atto privato del parlamento del Regno Unito ed era molto costoso, forse 200 sterline, nel qual caso solamente i più ricchi avrebbero potuto permetterselo.
Era assai difficoltoso ottenere il divorzio anche per motivi di adulterio, abbandono o crudeltà. La prima vittoria legislativa fondamentale è venuta con il "Matrimonial Causes Act 1857", passato faticosamente per la rigida opposizione altamente tradizionale della Chiesa anglicana. La nuova legge rese il divorzio una condotta civile dei tribunali, piuttosto che una questione inerente alla religione, con una nuova corte civile a Londra destinata a gestire tutti i casi.
Il procedimento risultava ancora abbastanza costoso, all'incirca 40 sterline, ma era ora divenuto fattibile per la classe media. Una donna che otteneva una separazione giudiziaria prendeva lo status di donna sola, con il pieno controllo dei propri diritti civili. Altre modifiche vennero aggiunte nel 1878, il che permise la separazione nei locali tribunali di pace. La Chiesa d'Inghilterra bloccò ulteriori riforme fino a quando non giunse l'atto finale con la legislazione "Matrimonial Causes Act 1973".

### Protezione per le donne ricche e povere
Una serie di quattro leggi denominate "Married Women's Property Act", inerenti alle proprietà delle donne sposate, furono approvate dal parlamento tra il 1870 e il 1892, il che rimosse effettivamente quelle restrizioni che ancora sussistevano e che impedivamo alle donne sposate di controllare i propri beni. Da ora in poi si trovarono ad avere uno status quasi uguale con i loro mariti ed uno status femminile superiore rispetto a qualsiasi altro paese europeo.
Le donne della classe lavorativa erano protette da una serie di leggi passate sul presupposto che esse (come i loro figli) non possedessero il pieno potere contrattuale e necessitavano pertanto della protezione da parte del governo.

### Prostituzione
Lo storico di sessuologia Vern Bullough sostiene che la prostituzione nella Gran Bretagna del XVIII secolo sia stata una comodità per gli uomini di tutti gli stati sociali e una necessità economica per molte donne povere e che venne sempre tollerata dalla società. Il movimento dell'evangelicalismo XIX secolo non temette di denunciare le prostitute e i loro clienti come peccatori, accusando la società di tollerare il fenomeno.
La prostituzione, secondo i valori della classe media vittoriana, era un male orribile sia per le giovani donne sia per gli uomini e per il sistema sociale nel suo complesso. Il parlamento legiferò negli anni sessanta con i "Contagious Diseases Acts" che adottarono il sistema francese di prostituzione concessa in licenza. La politica regolatrice era quella di isolare, segregare e controllare il fenomeno della prostituzione.
L'obiettivo principale era quello di proteggere i lavoratori, i soldati e i marinai nei pressi dei porti, oltre che le basi dell'esercito, dal contrarre malattie sessualmente trasmissibili. Le giovani donne che diventarono ufficialmente prostitute rimasero intrappolate a vita entro quel sistema. A seguito di una crociata nazionale guidata da Josephine Butler e dalla "Ladies National Association for the Repeal of the Contagious Diseases Acts" il parlamento abolì quegli atti e pose in tal modo termine alla prostituzione legalizzata.
Butler divenne una sorta di salvatrice per tutte quelle ragazze che aiutò a liberare. L'età del consenso per le giovani donne fu aumentata da 12 a 16 anni, sottraendo così l'offerta di giovanissime prostitute le quali erano maggiormente richieste. Il nuovo codice morale significava anche che gli uomini rispettabili non osavano più venire scoperti.

### Carriere
Le donne più ambiziose della classe media affrontarono enormi sfide con l'obiettivo di entrare in carriere adatte, come quella infermieristica, dell'insegnamento, legge e medicina. Quanto più lontana andava la loro ambizione tanto maggiore era la sfida. I medici tennero ben serrata la porta della medicina; vi furono alcuni posti per le donne come avvocati, ma ancora nessuna nel ruolo di chierici.
Le opportunità di business per i "colletti bianchi" al di fuori dei negozi di proprietà familiare erano poche, almeno fino a quando le posizioni più clericali non aprirono la porta nel corso del XX secolo. Florence Nightingale dimostrò la necessità della presenza di una figura infermieristica professionale nei campi di battaglia ed istituì un sistema educativo che abilitava le donne in quel campo nella seconda metà del XIX secolo.
L'insegnamento non era così facile da assimilare, ma i bassi stipendi erano una barriera minore per la donna singola rispetto all'uomo sposato. Alla fine degli anni sessanta vi erano già un certo numero di scuole che preparavano le donne per le carriere di governanti o insegnanti. Il censimento riportò nel 1851 che 70 000 donne in Inghilterra e Galles erano insegnanti, rispetto alle 170 000 del 1901, i tre quarti di tutti coloro che avevano intrapreso la carriera dell'insegnamento.
La gran maggioranza proveniva originariamente dalla classe medio-bassa. L'Unione nazionale delle insegnanti nacque all'inizio del XX secolo all'interno dell'Unione nazionale degli insegnanti, controllata dai maschi. Veniva richiesta un'equalizzazione della retribuzione ed alla fine le due associazioni si separarono. L'università di Oxford e l'università di Cambridge ridussero al minimo il ruolo delle donne, permettendo loro di operare solo nelle piccole università. Tuttavia le nuove università di Redbrick e le altre grandi città erano aperte anche alle donne.
L'ambito medico costituiva la sfida maggiore, con una resistenza più sistematica da parte dei medici e le donne meno formate abbandonarono presto. Un modo per ottenerne l'accesso era quello di andare negli Stati Uniti d'America ove si trovavano scuole adeguate per le donne già dal 1850. La Gran Bretagna fu l'ultimo paese importante a formare medici donne, questo comportò che tra l'80 e il 90% delle donne britanniche si diressero alla volta dell'America per poter ottenere i loro diplomi medici.
L'università di Edimburgo ammise alcune donne nel 1869, ma poi si trovò ad invertire la rotta nel 1873, per aver provocato una forte reazione negativa tra gli educatori medici britannici. La prima scuola separata per medici donne fu aperta a Londra nel 1874 con, all'inizio, solo una manciata di studentesse. La Scozia fu relativamente più aperta. Il sistema di coeducazione tra maschi e femmine dovette attendere fino alla prima guerra mondiale.
Alla fine del XIX secolo le donne si erano assicurate l'uguaglianza sociale e di status nella maggior parte dei campi, tranne naturalmente in quello del voto e dell'elezione.

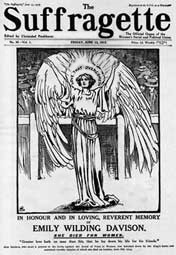
Numero commemorativo del quotidiano the Suffragette dedicato a Emily Davison, edito da Christabel Pankhurst il 13 giugno 1913.

## XX secolo
Con l'inizio del XX secolo, l'età edoardiana, si è potuto notare un allentamento della rigidità e della compiacenza vittoriana: le donne avevano ora più opportunità di lavoro ed erano più attive. Molte di esse servirono in tutti i paesi del mondo che si trovavano sotto la corona britannica, oltre che nelle società missionarie protestanti.
La carismatica e dittatoriale Emmeline Pankhurst costituì la Women's Social and Political Union (WSPU) nel 1903; come ebbe a dire la stessa Pankhurst, il voto alle donne non era più inteso come "un diritto, bensì come una necessità disperata". Le donne oramai votavano in Australia, in Nuova Zelanda e in alcuni tra gli stati americani. Mentre WSPU fu il gruppo a favore del suffragio femminile più visibile, risultò essere solo uno dei molti, in quanto vi era anche la "Women's Freedom League" e la "National Union of Women's Suffrage Societies" guidata da Millicent Garrett Fawcett.
Nel 1906 il Daily Mail coniò per primo il termine suffragette in una forma di ridicolizzazione, ma quasi subito la parola fu ampiamente abbracciata in Gran Bretagna per descrivere le militanti femministe più attive. Il termine finì col diventare visibile negli emblemi distintivi verdi, viola e bianchi e nella grafica drammatica della "Artists' Suffrage League".
Le femministe impararono presto a sfruttare la fotografia e i media, lasciando un vivido esempio visivo, tra cui le immagini di Emmeline datate 1914. La violenza però separò le moderate dalle radicali guidate da Pankhurst; ma anche le radicali finirono col dividersi, con Emmeline e Christabel Pankhurst che espulsero Sylvia Pankhurst per insubordinazione la quale formò un proprio gruppo orientato verso la sinistra politica e rivolto a questioni più ampie che riguardavano le donne della classe operaia.
Le proteste radicali divennero un po' alla volta sempre più violente comprendendo atti voluti contro l'ordine pubblico, attentati con bombe poste sulle porte e sulle finestre dei negozi, arrivando fino all'incendio doloso. All'inizio del 1913, Lilian Lenton, con Olive Wharry, iniziò una serie di attacchi incendiari a Londra e fu arrestata nel febbraio 1913 con l'accusa di aver dato fuoco alla Tea House di Kew Gardens. Emily Davison, una dei membri del WSPU giunse nel 1913 inaspettatamente sulla pista dell'Epsom Derby
morendo schiacciata sotto il cavallo del re.

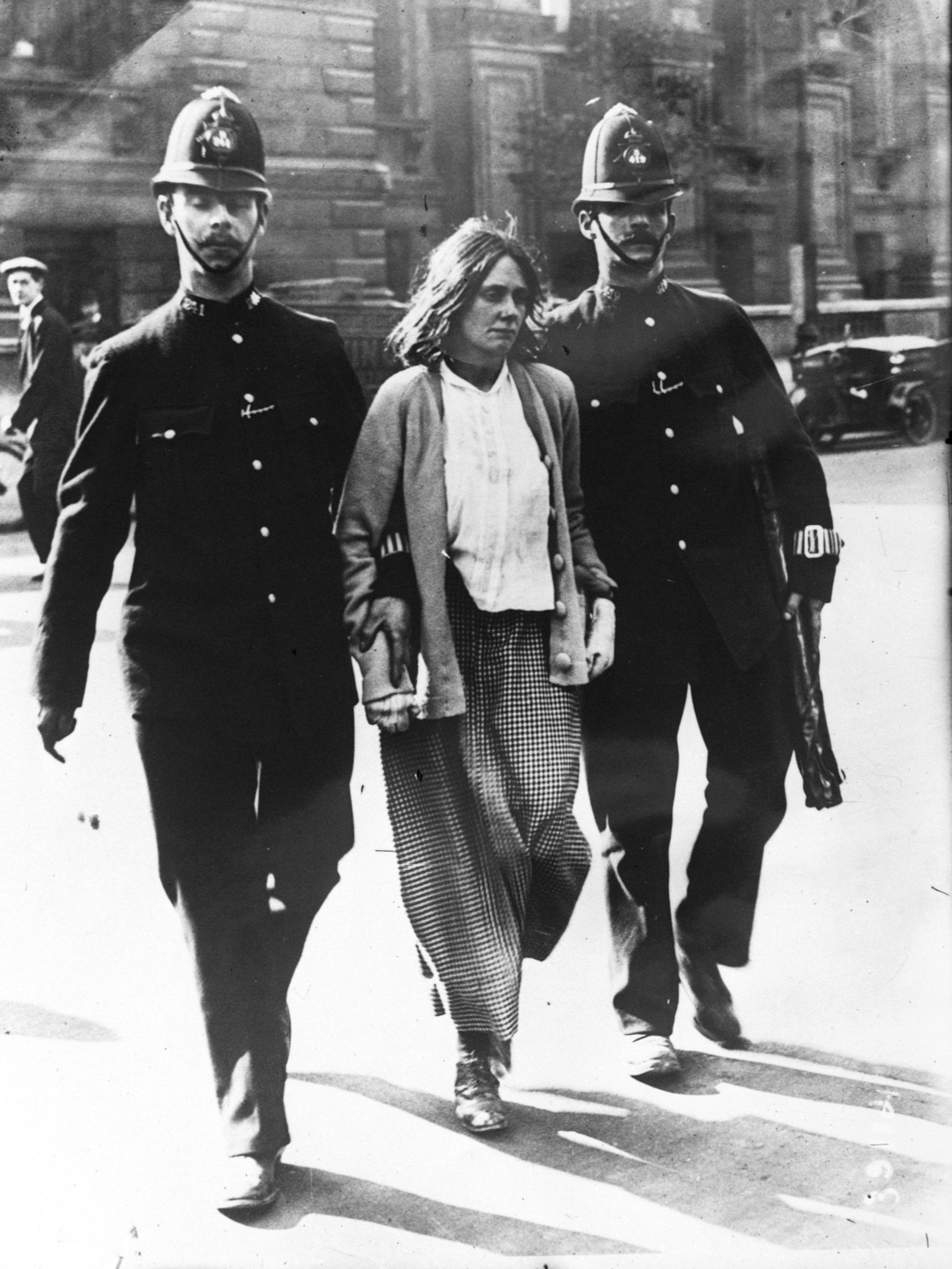
Una suffragista arrestata a Londra nel 1914.

Queste tattiche produssero risultati misti di simpatia e di alienazione. Mentre molte suffragette furono arrestate ed imprigionate durante le proteste ed intrapresero uno sciopero della fame, il governo liberale si trovò lasciato solo in una situazione imbarazzante. Da queste azioni politiche le suffragiste crearono con successo una pubblicità intorno alla loro discriminazione istituzionale e al sessismo.
Gli storici sostengono che la prima tappa del movimento militare delle suffragette sotto Pankhurst avvenuta nel 1906 ebbe un effetto drammatico di mobilitazione sul movimento per il suffragio. Le donne erano entusiaste ed appoggiate da una rete capillare presente nelle strade. L'appartenenza al militante WSPU e al vecchio NUWSS si sovrapposero divenendo così reciprocamente sostenitori.
Tuttavia un sistema attivo di pubblicità doveva continuare la sua escalation per poter mantenere la sua alta visibilità nei media; gli scioperi della fame e l'alimentazione forzata hanno contribuito a realizzarla. Purtuttavia le due Pankhurst rifiutarono qualsiasi consiglio ed esaltando le proprie tattiche; si rivolsero verso una disgregazione sistematica delle riunioni del Partito Liberale (Regno Unito) e alla violenza fisica in termini di danneggiamento di edifici pubblici e d'incendi.
Ma quando la situazione si spinse troppo oltre la schiacciante maggioranza delle suffragiste si ritirò rifiutandosi di continuare oltre su quella strada, poiché non potevano più difenderne le tattiche. Alcune ripudiarono le suffragette come un ostacolo nel raggiungimento del suffragio, affermano che le militanti stavano ora aiutando l'antifemminismo e molti storici si trovano d'accordo nella diagnosi.
G. R. Searle afferma che i metodi utilizzati dalle suffragette hanno avuto il loro successo nel danneggiare il partito liberale, ma non hanno fatto avanzare di un passo la causa del suffragio per le donne. Quando le Pankhurst decisero di fermare la militanza all'inizio della Grande Guerra ebbero a sostenere con entusiasmo gli sforzi bellici e di riarmo; su questa questione il movimento si divise e il loro ruolo di leadership finì. Il suffragio giunse quattro anni dopo, ma il movimento femminista in Gran Bretagna abbandonò definitivamente le tattiche militanti che avevano rese famose le suffragette.
La prima guerra mondiale portò avanti la causa del femminismo, poiché vennero molto apprezzati i sacrifici delle donne e l'occupazione retribuita; l'allora primo ministro David Lloyd George fu chiaro su quanto erano importanti le donne: "Sarebbe stato assolutamente impossibile che noi avessimo raggiunto il successo in guerra se non fosse stato per l'abilità e l'ardore, l'entusiasmo e l'industria che le donne di questo paese hanno gettato nella battaglia".
Il movimento militante delle suffragette si autosospese durante la guerra e non venne mai più ripreso. La società britannica accreditò i nuovi valori patriottici che le donne svolsero e fu anche per questo che si guadagnarono il diritto di voto nel 1918. Tuttavia gli storici britannici non sottolineano più la concessione del suffragio femminile come ricompensa per la partecipazione delle donne al lavoro di guerra. Martin Pugh (1974) sostiene che il ruolo dei soldati, principalmente, e delle donne in secondo luogo furono decisi dai politici più navigati nel 1916.
In assenza di grandi gruppi di donne che chiedevano un uguale diritto di voto, le conferenze governative raccomandavano un suffragio limitato per le donne; le suffragette erano state indebolite, afferma Pugh, grazie ai loro ripetuti fallimenti prima del 1914 e dagli effetti disorganizzanti della mobilitazione per la guerra; accettarono quindi tranquillamente queste restrizioni, approvate nel 1918 da una maggioranza presente nel ministero della guerra ed in ogni partito politico parlamentare.
Più in generale Searle (2004) sostiene che il dibattito britannico fu sostanzialmente superato nel 1890 e che la concessione del suffragio nel 1918 era per lo più un sottoprodotto della concessione di voto a tutti i soldati maschi. Le donne in Gran Bretagna raggiunsero finalmente il suffragio con gli stessi termini egli uomini solo nel 1928, in concomitanza con un certo rilassamento delle restrizioni sull'abbigliamento: nel 1920 si parlava negativamente delle giovani donne che si chiamavano flapper e che sfoggiavano apertamente la propria sessualità.

### Riforma elettorale
La rappresentanza popolare del Regno Unito nel 1918 rese il suffragio quasi universale per gli uomini e per le donne oltre i 30 anni. La "Representation of the People (Equal Franchise) Act 1928" estese il suffragio paritario sia agli uomini sia alle donne; ebbe a spostare inoltre il compito socioeconomico dell'elettorato verso la classe operaia, favorendo così il Partito Laburista (Regno Unito), più predisposto ad essere favorevole alle questioni femminili.
Le elezioni generali del 1918 diedero ai laburisti il maggior numero di seggi in parlamento fino ad allora; le riforme elettorali permisero inoltre anche alle donne di concorrere per un posto da deputate; Christabel Pankhurst non riuscì a vincere nel 1918, ma nel 1919 e nel 1920 Nancy Astor e Margaret Wintringham vincevano rispettivamente un seggio per i conservatori e per i liberali, sostituendo i loro mariti. I laburisti furono spazzati via nel 1924.
Constance Markievicz (per il Sinn Féin) divenne la prima donna eletta in Irlanda nel 1918 ma, in quanto facente parte del nazionalismo irlandese, rifiutò di sedersi in un parlamento inglese (la Camera dei Comuni). La proposta di Astor di creare una festività femminile nel 1929 non ebbe il successo sperato. Le donne aggiunsero una notevole esperienza elettorale negli anni successivi, in quanto una serie di governi minoritari assicurò elezioni quasi annualmente, ma in parlamento nel 1940 vi erano ancora soltanto 12 donne.
Anche l'affiliazione con i laburisti si rivelò presto essere un problema per la "National Union of Women's Suffrage Societies", che aveva poco sostegno nel partito Conservatore (Regno Unito), tuttavia la loro persistenza nell'intrattenere rapporti col primo ministro conservatore Stanley Baldwin fu premiata con il passaggio e promulgazione della "Representation of the People (Equal Franchise) Act 1928".

### Riforma sociale
L'evoluzione politica non contribuì a cambiare nell'immediato le circostanze sociali. Con la recessione economica le donne risultarono essere il settore maggiormente vulnerabile della forza lavoro. Alcune donne che avevano occupato posti di lavoro prima della Grande Guerra si ritrovarono costrette a lasciarli con il ritorno dei soldati dal fronte, mentre altre vennero licenziate in quanto eccedenti.
Con un numero limitato di media franchise la National Union of Women's Suffrage Societies (NUWSS) si trasformò in una nuova organizzazione, la "National Union of Societies for Equal Citizenship" (NUSEC), che sostenne ancora la parità nel franchising, ma estendendo anche il suo campo di applicazione esaminando il fenomeno dell'uguaglianza sociale nelle varie aree sociali ed economiche. La riforma legislativa venne richiesta per attuare delle norme contro la discriminazione (ad esempio nei riguardi del diritto di famiglia e della prostituzione) e sulle differenze vigenti tra uguaglianza ed equità, le quali avrebbero consentito alle donne di superarne gli ostacoli al momento della loro applicazione (nota negli anni successivi come "l'uguaglianza contro la differenza di genere").
Eleanor Rathbone, che divenne deputata nel 1929, riuscì a succedere a Millicent Garrett Fawcett come presidentessa del NUSEC nel 1919, esprimendo la necessità critica di considerare la differenza nei rapporti di genere come "ciò che le donne hanno bisogno per soddisfare le potenzialità delle proprie nature". Le riforme sociali avviate dal governo laburista nel 1924 crearono una divisione formale, dato che nel maggio del 1926 l'"Open Door Council" formava un gruppo di rigorose egualitarie. Questo divenne finalmente un movimento internazionale che proseguì fino al 1965.
Altre importanti normative sociali di questo periodo comprendevano la "Sex Disqualification (Removal) Act 1919" che aprì la porta alle professioni private per le donne e la "Matrimonial Causes Act 1923". Nel 1932 la NUSEC separava la propria vocazione all'istruzione, continuando le attività precedenti come "National Council for Equal Citizenship" (Consiglio nazionale per la parità di cittadinanza) e quest'ultimo in qualità di "Townswomen's Guild" (Gilda dei cittadini). Il consiglio continuò i lavori e le attività fino al termine della seconda guerra mondiale.
Nel 1921 Margaret Mackworth (Lady Rhondda) fondò il "Six Point Group", che includeva anche Rebecca West. In quanto gruppo di lobby politica si occupò delle pari opportunità in campo politico, in materia di occupazione, nella visione morale della società, nell'economia e nel diritto. Esso era ideologicamente alleato con l'"Open Door Council", piuttosto che con il "National Council".
Fece inoltre opera di lobby a livello internazionale, come nella Società delle Nazioni, continuando la propria opera fino al 1983. In retrospettiva entrambi i gruppi ideologici influenzarono l'avanzamento dei diritti delle donne a modo loro. Nonostante le donne vengano ammesse alla Camera dei comuni nel 1918 Mackworth, una viscontessa che passò la vita a combattere per poter ottenere un seggio alla Camera dei lord contro una forte opposizione proveniente dalle frange più conservatrici, riuscì a raggiungere il proprio obiettivo solo nel 1958, l'anno della sua morte.
Ciò rivelò le debolezze della "Sex Disqualification (Removal) Act". Mackworth fondò anche il periodico Time and Tide, che divenne il giornale del gruppo e a cui contribuirono, tra gli altri anche Rebecca West, Virginia Woolf e Rose Macaulay. Nel corso degli anni venti comparvero anche altri periodici rivolti ad un pubblico prettamente femminile tra cui "Woman and Home" e Good Housekeeping, ma i cui contenuti riflettevano aspetti molto diversi.
Nel 1925 West scrisse in Time and Tide qualcosa che rifletteva non solo la necessità del movimento di ridefinire se stesso dopo aver ottenuto il suffragio, ma una continua necessità di riesaminarne gli obbiettivi: "Quando quelli del nostro esercito le cui voci sono inclini a raffreddare gli animi ci dicono che il giorno dell'antagonismo sessuale è finito e che d'ora in avanti dobbiamo solo avanzare mano nella mano con il maschio, io questo non lo credo".

### Diritti riproduttivi
Annie Besant fu molto criticata nel 1877 per aver fatto pubblicare i "Fruits of Philosophy" di Charles Knowlton, un'opera concernente la "pianificazione familiare" (ossia la contraccezione), il quale venne inserito nell'ambito della pubblicazione di "opuscoli osceni" ("Obscene Publications Acts" del 1857). Knowlton era già stato precedentemente condannato negli Stati Uniti d'America; Besant assieme al suo collega Charles Bradlaugh furono condannati, per venire poi assolti nella sentenza d'appello. La relativa pubblicità comportò una diminuzione della natalità. Non meno scoraggiata Besant lo seguì anche nella "The Law of Population".

### Anni '50
Gli anni cinquanta in Gran Bretagna furono tradizionalmente considerati come un periodo delicato per il femminismo militante. A seguito della seconda guerra mondiale una nuova enfasi fu posta sul matrimonio ufficiale e sulla famiglia nucleare come fondamento del nuovo stato sociale.
Nel 1951 la percentuale di donne adulte che erano (o che erano state) sposate era del 75%; più precisamente l'84,8% delle donne tra i 45 e i 49 anni risultavano essere maritate. A quel tempo "il matrimonio era più popolare che mai". Nel 1953 ebbe un notevole successo di pubblico un libro di consigli per le donne, in cui si affermava: "Un matrimonio felice può essere visto, non come uno stato santo o qualcosa a cui alcuni possono per fortuna raggiungere, ma piuttosto il miglior percorso, il modo più semplice e il modo più corretto di vivere per tutti".
Mentre con la fine della guerra le strutture per l'infanzia vennero chiuse e l'assistenza alle donne lavoratrici si fece più limitata, le riforme attuate dalla nova situazione sociale ("Family Allowances Act 1945") compresero le indennità familiari destinate a sovvenzionare le nuove famiglie, vale a dire sostenere le donne nelle loro "capacità di mogli e madri". Sue Bruley dell'università di Portsmouth sostiene che "la visione progressiva della Nuova Gran Bretagna del 1945 è stata erronea e ricolma di una visione fondamentalmente conservatrice delle donne".
L'impegno delle donne per il matrimonio fu anche echeggiato dai mass media popolari; film, radio e riviste femminili; nel corso degli anni cinquanta tali riviste influenzarono notevolmente la formazione delle opinioni in tutte le sfere della vita, compreso l'atteggiamento nei confronti dell'occupazione femminile.
Tuttavia in quegli stessi anni la Gran Bretagna vide diversi passi in avanti nei riguardi della parità delle donne, come la pari retribuzione per gli insegnanti (1952) e per gli uomini e le donne nella funzione pubblica (1954) grazie ad attiviste come Edith Summerskill la quale combatté per le cause femminili sia in parlamento sia nei gruppi tradizionali di pressione non partitici durante tutti gli anni cinquanta.
La storica del femminismo Barbara Caine sostiene che "ironicamente qui, come con il voto, il successo è stato talvolta il peggior nemico del femminismo organizzato, poiché il raggiungimento di ogni obiettivo ha portato alla fine della campagna organizzata attorno ad esso, lasciando il nulla al suo posto".
Le scrittrici femministe di questo periodo, come Alva Myrdal e Viola Klein, cominciarono a permettersi di suggerire la possibilità che le donne potessero combinare gli impegni domestici con l'impiego esterno. La forma di femminismo degli anni cinquanta è spesso chiamato "femminismo del benessere"; molte attiviste sono state infatti ricordate a lungo per aver sottolineato che la loro posizione era quella di un "ragionevole femminismo moderno", che accettò la diversità sessuale e cercò di stabilire il contributo sociale da parte delle donne piuttosto che sottolineare l'uguaglianza o la somiglianza dei sessi.
Il femminismo degli anni cinquanta in Inghilterra era fortemente legato alla responsabilità sociale e coinvolse il benessere della società nel suo complesso; ciò è avvenuto spesso a costo della liberazione e dell'adempimento personale delle femministe auto-dichiarate. Anche quelle donne che si consideravano femministe sostennero fermamente le idee prevalenti sul primato dei bisogni dei figli, come sostenuto ad esempio da John Bowlby, capo del dipartimento infantile presso la "Tavistock and Portman NHS Foundation Trust", pubblicato ampiamente in quegli anni e da Donald Winnicott il quale promosse attraverso le trasmissioni radiofoniche e nella stampa l'idea della casa come un mondo emotivo privato in cui la madre e il figlio sono legati l'una all'altro e in cui la madre ha il controllo e trova la libertà di soddisfare se stessa.
Margaret Thatcher ricevette uno scarso credito dalle femministe per aver interrotto il soffitto di cristallo evitando il femminismo ed esprimendo uno stile intensamente maschile.

## XXI secolo
Dl 2007 Harriet Harman è stata vicepresidente del partito Laburista (Regno Unito), l'allora maggior partito di governo del Regno Unito; tradizionalmente per il suo ruolo di vicepresidente si è anche assicurata il ruolo di vicepremier. Tuttavia Gordon Brown annunciò di non avere un vice primo ministro, con molta costernazione delle femministe, in particolare grazie all'opinione che privatamente Brown esprimeva considerando Jack Straw come de facto vice primo ministro e pertanto superando Harman.
Con la posizione di Harman quale Leader della Camera dei comuni, Brown gli permise di presiedere ai question time quando egli si fosse trovato fuori dal paese. Harman ha anche tenuto il posto al ministero per le donne e l'uguaglianza. Nell'aprile 2012 dopo essere stata sessualmente molestata su un trasporto pubblico di Londra, la giornalista inglese Laura Bates ha fondato l'"Everyday Sexism Project", un sito web che documenta esempi quotidiani di sessismo sperimentato dai contributori provenienti da tutto il mondo. Il sito è diventato rapidamente di successo e nel 2014 è stata pubblicata una compilation di presentazioni del progetto. Nel 2013 è stata lanciata dalla British Library il primo archivio di storia orale del movimento di liberazione femminile del Regno Unito (intitolato "Sisterhood and After").

## Cronologia riassuntiva
- 1818: Jeremy Bentham sostiene il suffragio femminile nel suo libro "A Plan for Parliamentary Reform" (Un piano per la riforma parlamentare).
- 1832: "Great Reform Act" - ha confermato l'esclusione delle donne dall'elettorato.
- 1839: Il "Custody of Infants Act" dà alle madri separate il diritto di richiedere la custodia dei minori[56].
- 1851: L'associazione politica femminile di Sheffield è fondata e presenta una petizione che chiede il diritto di voto per le donne alla Camera dei lord.
- 1864: Il primo "Contagious Disease Act" passa in Inghilterra, attuato per controllare il diffondersi di malattie sessualmente trasmissibili, con le donne che vengono credute di essere prostitute bloccate negli ospedali per l'esame medico e il trattamento conseguente. Quando le informazioni che si diffusero al grande pubblico nei riguardi delle incredibili storie di brutalità e vizio avvenute in questi ospedali, Josephine Butler lanciò una campagna per abolirli. Molti hanno da allora sostenuto che la campagna di Butler ha distrutto la cospirazione del silenzio intorno alla sessualità e con le donne forzate ad agire sotto la protezione di altre donne[57].
- 1857: La legge sulle cause matrimoniali ("Matrimonial Causes Act") consente di facilitare il divorzio attraverso una Corte del divorzio con sede a Londra. Il divorzio rimane troppo costoso per la classe operaia[58].
- 1865: John Stuart Mill esprime il suo sostegno al suffragio femminile diretto.
- 1867: "Second Reform Act" - franchising maschile esteso a 2,5 milioni; nessuna menzione delle donne.
- 1870: "Married Women's Property Act 1870" - Prima di una serie di leggi (1870-1882) che permettono alle donne sposate di controllare la propria proprietà[59].
- 1878: La magistratura dà l'autorità di concedere ordini di separazione e di mantenimento alle mogli di mariti abusivi; molto più economico del divorzio[58].
- 1883: La "Primrose League" di stampo conservatore viene formata.
- 1884: "Third Reform Act" - L'elettorato maschile è raddoppiato a 5 milioni.
- 1889: La "Women's Franchise League" viene istituita.
- 1894: "Local Government Act 1894"; le donne proprietarie di beni possono votare nelle elezioni locali, diventare assistenti giudiziari, servire nelle scuole.
- 1894: La pubblicazione di Charlotte Carmichael Stopes "British Freewomen", lettura obbligatoria per il movimento di suffragio per decenni[60].
- 1897: " National Union of Women's Suffrage Societies" (NUWSS)" viene formata (guidata da Millicent Fawcett)[61].
- 1903: L'Women's Social and Political Union (WSPU) si costituisce (sotto lo stretto controllo di Emmeline Pankhurst e delle sue figlie)[28].
- 1904: Inizia la militanza del WPSU.
- Febbraio 1907: Il NUWSS istituisce la "Mud March" - la più grande manifestazione all'aperto (in quel momento) con oltre 3000 donne che vi hanno partecipato. In quest'anno le donne sono state ammesse al registro per votare e presentarsi alle elezioni nelle principali comunità locali.
- 1907: Viene fondata la "Artists' Suffrage League".
- 1907: Viene fondata la "Women's Freedom League".
- 1908: Elizabeth Garrett Anderson, membro del piccolo borgo comunale di Aldeburgh in Suffolk, viene selezionata come sindaco di quella città, la prima donna ad ottenere un tle risultato.
- 1905, 1908, 1913: Tre fasi della militanza del WSPU (Disobbedienza civile, "Distruzione della Proprietà Pubblica" e attentati incendiari).
- 1909 Viene fondata la "Women's Tax Resistance League".
- Settembre 1909: L'alimentazione forzata viene introdotta in seguito agli scioperi della fame del WSPU nelle prigioni inglesi.
- Febbraio 1910: Comitato di conciliazione tra i partiti (54 deputati). La legge di conciliazione ("Conciliation Bills", che avrebbe favorito le donne) ha superato la sua seconda lettura con una maggioranza di 109 ma il primo ministro Herbert Henry Asquith rifiuta di concedere più tempo ai parlamentari.
- Novembre 1910: Asquit cambia la legge per ammettere più uomini invece delle donne.
- Ottobre 1912: George Lansbury, deputato laburista, rassegna le sue dimissioni a sostegno del suffragio femminile.
- Febbraio 1913: La casa di David Lloyd George viene bruciata dal WSPU[62] (nonostante il suo sostegno al suffragio femminile).
- Aprile 1913: Il "Prisoners (Temporary Discharge for Ill Health) Act 1913" passa, consentendo ai prigionieri che avevano intrapreso lo sciopero della fame di essere liberati quando la loro salute fosse stata minacciata e poi arrestati di nuovo quando venissero ricatturati.
- 4 giugno 1913: Emily Davison del WSPU, a seguito di una sua azione dimostrativa, viene successivamente calpestata e uccisa dal cavallo del re all'Epsom Derby.
- 13 marzo 1914: Mary Richardson del WSPU sfregia la Venere Rokeby dipinta da Diego Velázquez nella National Gallery (Londra) con un'ascia, dichiarando che stava distruggendo una bella donna proprio come il governo stava assalendo Emmeline Pankhurst con l'alimentazione forzata.
- 4 agosto 1914: la prima guerra mondiale viene dichiarata in Gran Bretagna. L'attività del WSPU cessa immediatamente. L'attività del NUWSS prosegue in modo pacifico - il ramo di Birmingham dell'organizzazione continua la sua operazione di gruppo di pressione verso il Parlamento e scrive lettere ai deputati.
- 1918: La "Representation of the People Act 1918" affranca le donne all'età di 30 anni, se erano membri o sposate con un membro registrato alle amministrazioni locali. Circa 8.4 milioni di donne hanno ottenuto così il diritto di voto.
- Novembre 1918: Viene approvata l'"Eligibility of Women Act", che consente alle donne di essere elette al Parlamento del Regno Unito[63].
- 1928: Le donne hanno ricevono il diritto di con gli stessi termini degli uomini (oltre i 21 anni) a seguito del "Representation of the People (Equal Franchise) Act 1928".